# Saint-Savinien
Saint-Savinien /sɛ̃saviˈnjɛ̃/ è un comune francese di 2 551 abitanti situato nel dipartimento della Charente Marittima nella regione della Nuova Aquitania.

## Società

### Evoluzione demografica
Abitanti censiti